# Заг
Заг (рус. Саксаул) — сомон аймака Баянхонгор в Южной Монголии, площадь которого составляет 2 561 км². Численность населения по данным 2006 года составила 2 264 человек.